# 達布島
65°25′S 64°15′W / 65.417°S 64.250°W
達布島（英語：Darboux Island）是南極洲的島嶼，位於葛拉漢地，處於佩雷斯角以西6公里，長2公里，最高點海拔高度270米，由讓-巴蒂斯特·夏古率領的法國探險隊發現，現時由南極條約體系管理。